# Movimiento Sufan
El movimiento Sufan (chino: 肃清暗藏的反革命分子运动; en breve: 肃反运动) fue una campaña masiva contra opositores políticos en la República Popular China bajo Mao Zedong. El movimiento comenzó en julio de 1955 y duró hasta finales de 1957. Mao estableció la cuota del 5 por ciento para que los "contrarrevolucionarios" sean eliminados en todo el país dentro del Partido Comunista, las organizaciones gubernamentales y otras instituciones. Según los investigadores, cientos de miles de personas fueron arrestadas y un total de 53,000 personas fueron asesinadas.

## Breve historia
El 1 de julio de 1955, el Comité Central del Partido Comunista Chino emitió una "Directiva sobre el lanzamiento de una lucha para limpiar los elementos contrarrevolucionarios ocultos (关于展开斗争肃清暗藏的反革命分子的指示)".  El objetivo principal del movimiento Sufan eran los contrarrevolucionarios, como los intelectuales no comunistas. Esto contrastaba con el anterior "Campaña para suprimir contrarrevolucionarios" que se había dirigido principalmente al antiguo personal del Kuomintang. La campaña finalizó en octubre de 1957, después de que se hubiera investigado a más de 18 millones de personas. Otros 11 o 12 millones de personas estaban pendientes de ser investigadas cuando la campaña llegó a su fin.

## Víctimas
Los académicos chinos han señalado que durante el movimiento Sufan, más de 1.4 millones de intelectuales y funcionarios fueron perseguidos, 214,000 personas fueron arrestadas y un total de 53,000 murieron. Jean-Louis Margolin señala que se contabilizaron 81 mil arrestos y 770 mil muertos.